# Каньон Антилопы
Каньон Антилопы (англ. Antelope Canyon) — каньон, расположенный на юго-западе США, на севере Аризоны, рядом с городом Пейдж, неподалёку от границы с Ютой, в 240 км от Большого каньона. Каньон получил своё название, благодаря рыже-красным стенам, напоминающим шкуру антилопы. Каньон Антилопы не является национальным парком и менее известен чем Большой каньон или каньон Брайс. Он лежит на землях племени Навахо и принадлежит индейцам этого племени. Чтобы попасть туда, нужно заплатить пошлину за проход по индейской территории и нанять проводника. Существует два каньона Антилопы — верхний и нижний (англ. Upper Antelope Canyon, англ. Lower Antelope Canyon). Они знамениты среди фотографов всего мира из-за причудливой формы скал, освещённых восхитительным магическим светом. Оба каньона представляют собой естественно возникшие гигантские щели в массиве песчаника. В течение длительного времени вода и ветер вытачивали в красном песчанике углубления на несколько сотен метров. Раз в несколько лет, во время ливневых дождей, каждый каньон, обычно пересыхающий в течение года, затопляется водой. Именно дождевая вода, медленно стекая и унося с собой песчинки, за много лет сформировала эти изящные рельефные линии внутри скал.
Каньон Антилопы лежит в четырёх милях на восток от города по шоссе 98, между городом Пейдж и большой угольной электростанцией. Электростанцию пропустить невозможно, она видна за десятки миль не доезжая до города. Рядом с дорогой стоят указатели Upper Antelope Canyon и Lower Antelope Canyon, но это не стандартные американские дорожные указатели, а надписи на табличках, сделанные от руки, поэтому их можно легко пропустить.
Лучшее время посещения — весной и осенью: март — апрель и октябрь — ноябрь. В это время солнечные лучи проникают до самого дна и каньоны выглядят так, словно внутри темного дворца горит яркий свет. Зимой освещение в каньонах достаточно слабое — внутри довольно сумрачно, глубокие тени и плоские рельефы. Для зимней фотосъёмки желательно устанавливать дополнительное освещение.
Климат континентальный. Лето жаркое, сухое, с малым количеством осадков. Средняя температура +30-35 С°, максимальная +47 С°. Зима мягкая, не холодная. Обычно температура воздуха не ниже 0 С°, но иногда холодные воздушные массы приходят из Канады, и тогда температура воздуха понижается до минусовой, выпадает снег.

## Геология

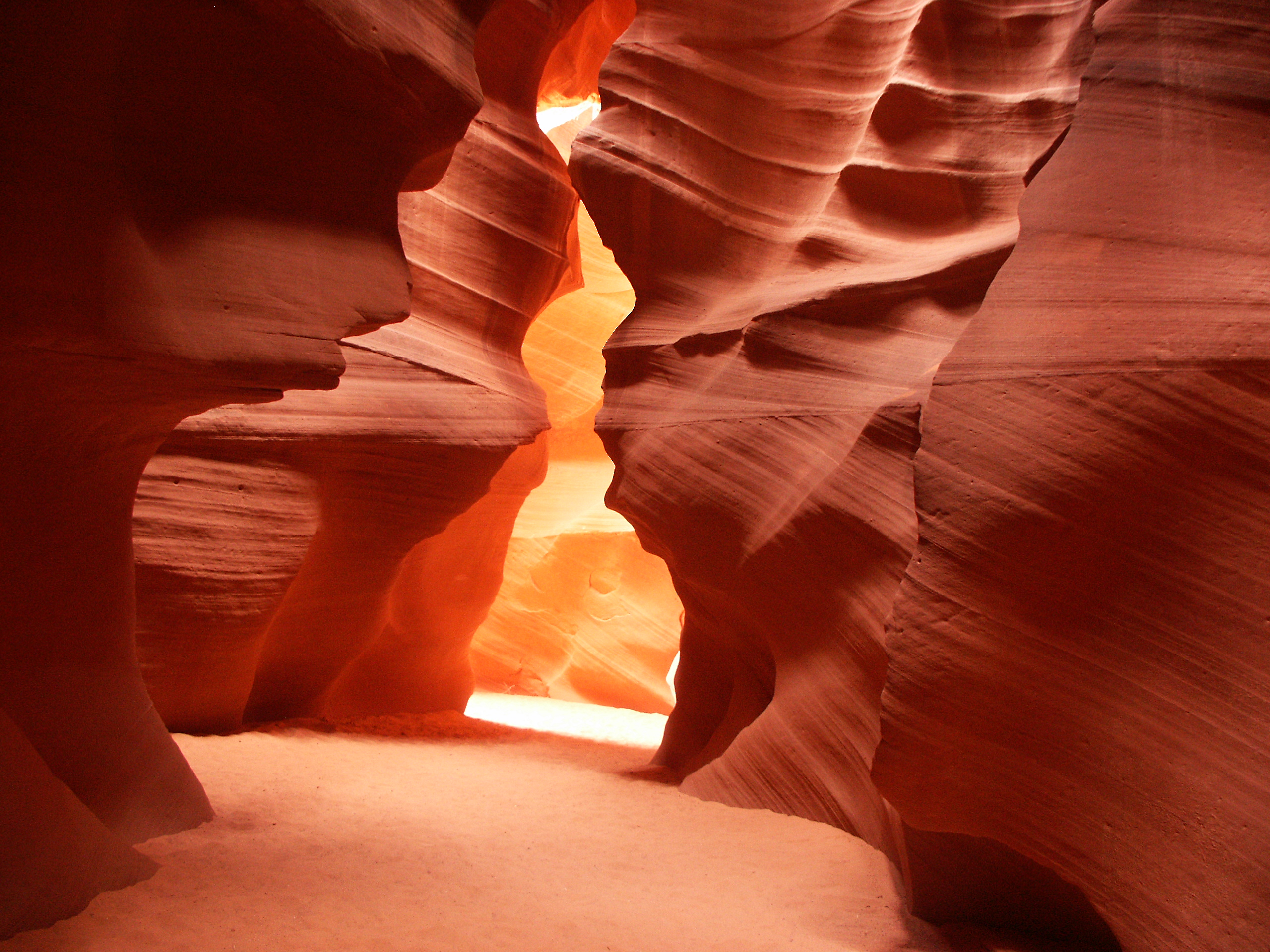
Эрозия в Каньоне Антилопы на юго-западе США

Каньон Антилопы относится к так называемым щелевым каньонам. Он сформирован эрозией песчаника Наваха. Причинами эрозии геологи называют, во-первых, внезапные наводнения, во-вторых, субаэральные процессы. Дождевая вода, особенно в сезон муссона, поступает в обширный бассейн, расположенный выше секций щелевого каньона и, набирая скорость и смешиваясь с песком, проникает в узкие проходы каньона. В течение длительного времени проходы в скале разрушались, становясь глубже и сглаживаясь, приобретая характерные «плавные» формы. На сегодняшний день наводнения в каньоне происходят всё чаще. Последнее на данный момент наводнение произошло 30 октября 2006 года и длилось 36 часов, вынудив администрацию парка закрыть Нижний Каньон Антилопы на 5 месяцев.

## Фотосъёмка в каньоне Антилопы
Каньон Антилопы — популярное место для фотографов и туристов, а также для источников бизнес-туризма прежде всего для индейцев навахо. Пропуск на индейскую территорию, к каньону Антилопы был открыт только с 1997 года, когда племя Навахо сделало свою территорию племенным парком ограниченного доступа. Фотография в пределах каньонов трудно создаётся из-за широкого диапазона яркости (часто 10 EV или больше) сделанный легким отражением стен каньона.

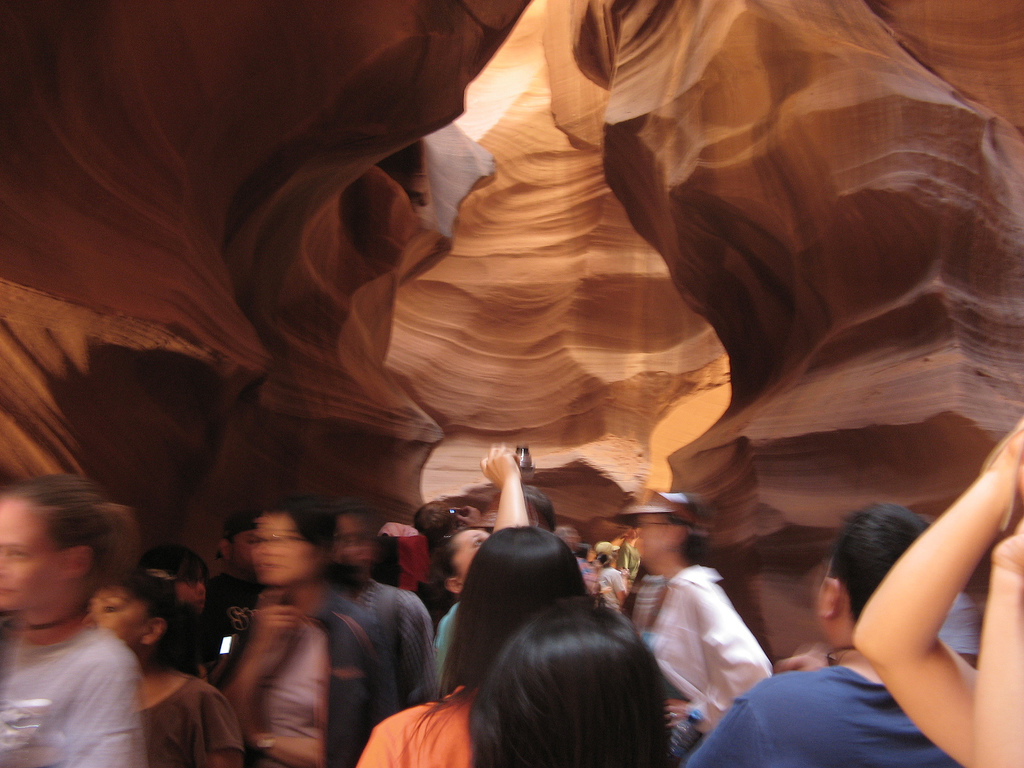
Фотосъёмка туристов внутри Каньона Антилопы

Цвета, видимые на фотографиях не всегда полностью соответствуют тому, что видит в каньоне Антилопы живой человеческий глаз. Это странное место, фотографии которого могут выглядеть ещё красивее и загадочнее реальности. Синие тона глубоких теней появляются только на снимках, видимо, человеческий мозг отфильтровывает эту синеву, когда смотришь на каньон в сумерках. Нужно быть готовым к тому, что придется снимать с выдержками в несколько десятков секунд или больше для получения большой глубины резкости. Фотографируя с помощью брекетинга, происходит съёмка в разных режимах, помогающая скрыть ошибки экспонометра. Из-за постоянного применения брекетинга со штатива, может получиться несколько снимков с разными проработанными участками одного и того же ракурса, что позволяет совмещать снимки в растровом графическом редакторе при обработке на компьютере и получить удивительные результаты. Снимки, сделанные в Каньоне Антилопы, особо привлекательны для зрителя.
Лучшее время фотографирования — середина дня, когда солнце находится в зените. Для Нижнего каньона наиболее предпочтительно время до полудня и сразу после (с 10 до 11 или с 13 до 14 часов дня), а для Верхнего, лучшее время в районе полудня — с 11 до 13 часов. Это связано с тем, что в Верхний каньон более глубокий и свет туда проникает хуже, а в Нижнем каньоне во время полудня становится слишком много прямого света и пропадает магия.

## Верхний Каньон Антилопы

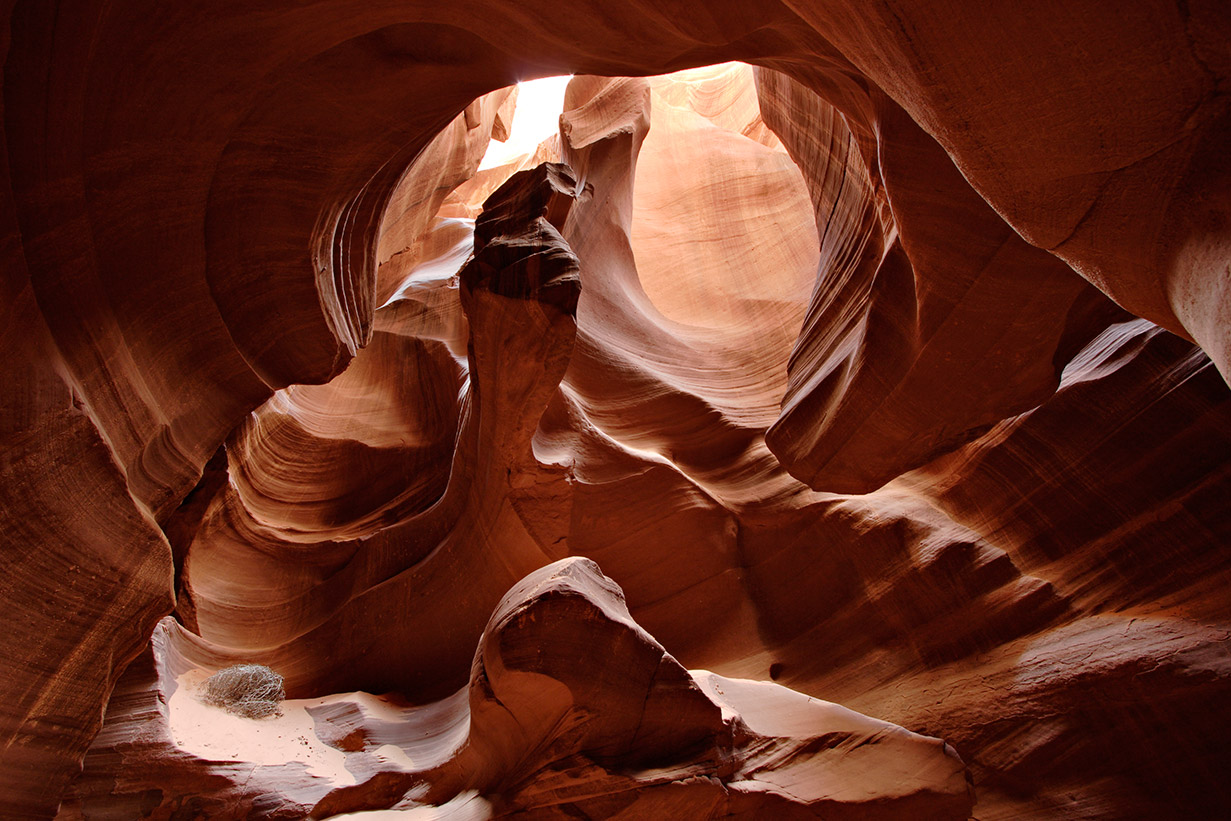
Внутри Верхнего Каньона Антилопы

Длина Верхнего каньона составляет около 200 м, глубина — 37 м. Названный племенем Навахо Tse bighanilini, «Место, где вода пробегает сквозь скалы» (англ. The place where water runs through rocks) он наиболее часто посещается туристами из-за двух особенностей. Первая — вход и вся длина этой части каньона находятся на уровне земли и не требуют восхождения. Вторую — лучи (прямой солнечный свет, падающий из отверстий вверху каньона) — намного легче увидеть здесь, в Верхнем Каньоне, чем в Нижнем. Лучи чаще наблюдаются летом, поскольку для этого нужно, чтобы Солнце было как можно выше в небе.
Верхний Каньон Антилопы очень красив. Зимой цвета немного более приглушены (это можно видеть на фотографиях, представленных на Викискладе). В летние месяцы доступно два типа освещения для создания фотоснимков. Получить глубокие красные, синие и пурпурные цвета можно во время туров утром и в середине дня. Лучи света начинают проникать в каньон с 15 марта и исчезают к 7 октября. Период наибольшего освещения длится с мая до сентября.

## Нижний Каньон Антилопы

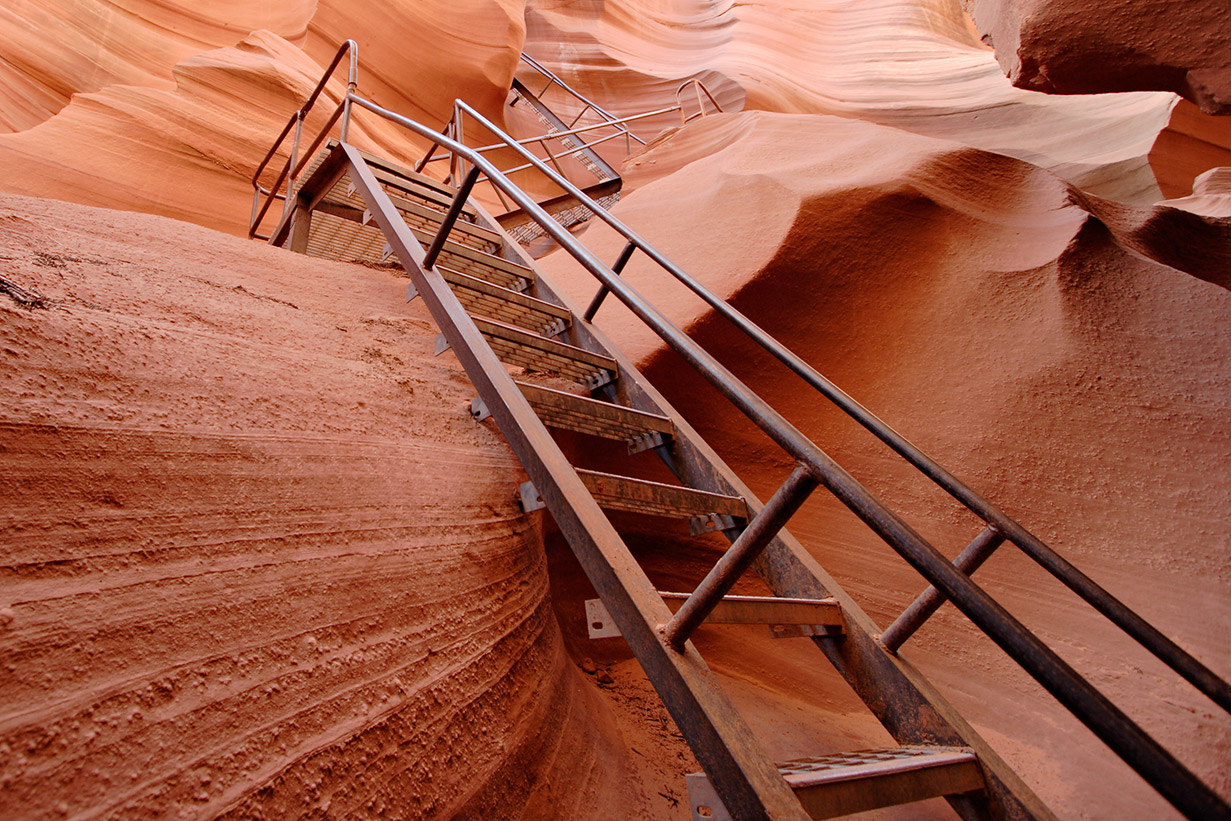
Лестницы, ведущие наружу из Нижнего Каньона Антилопа

Нижний Каньон Антилопы, названный племенем Навахо как Hasdeztwazi, или «Спиральные арки скалы» (англ. Spiral rock arches), расположен на несколько километров дальше Верхнего каньона. Его длина — 407 м. До установки металлических лестниц, посещая каньон приходилось подниматься и спускаться по верёвкам и весьма опасным верёвочным лестницам в определённых областях. Даже после установки лестниц экскурсия в Нижнем Каньоне Антилопы осталась значительно более трудной, чем экскурсия в Верхнем Каньоне Антилопы — маршрут является более длинным, местами более узким, а кое-где даже нельзя стоять на ногах. В конце маршрута нужно подняться по нескольким длинным лестничным маршам.
Несмотря на эти ограничения и на не менее удивительные рельефы Верхнего Каньона, Нижний Каньон Антилопы значительно сильнее притягивает фотографов, желающих запечатлеть его на фотоплёнку. Освещение здесь лучше в ранние часы утром или в позднее время днём.

## Опасность наводнений

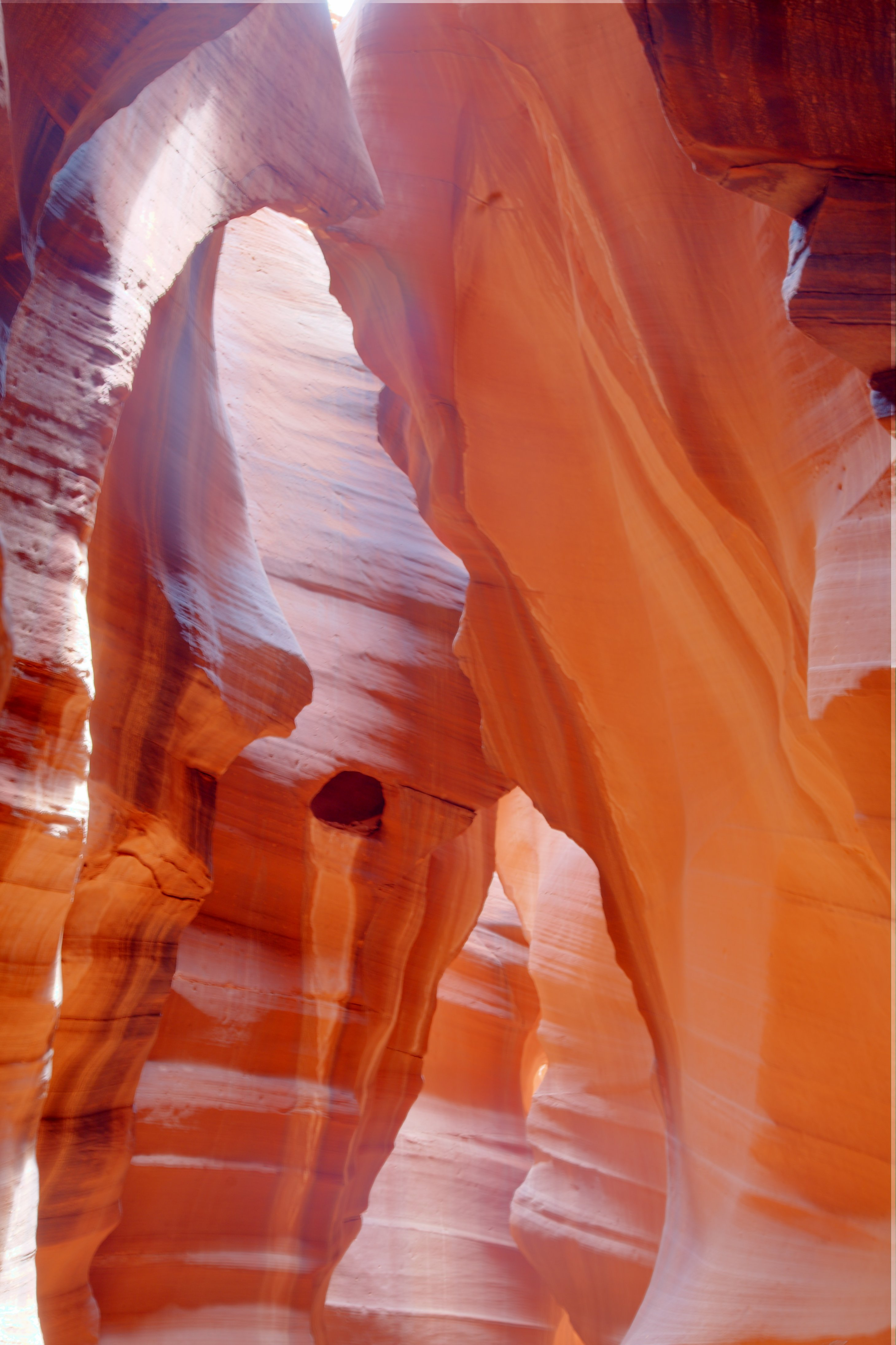

Посещение Каньона Антилопы возможно только в сопровождении проводника, потому что в сезон дождей существует опасность быстрого затопления. Во время грозы или даже при незначительных признаках её возникновения спускаться в каньон категорически запрещается — слишком велика вероятность внезапного наводнения. 12 августа 1997 года в Нижнем каньоне потоком смыло 12 туристов, 11 из которых погибли
.

## Каньон Антилопы в культуре
- Американская певица Бритни Спирс выпустила видеоклип к своей известной песне 2001 года «I’m Not a Girl, Not Yet a Woman». Действие клипа происходит в Верхнем Каньоне Антилопы.
- Эпизоды некоторых фильмов также показывают Каньон Антилопы, в особенности, Верхний Каньон. Среди таких фильмов, фильм 1996 года «Сломанная стрела» с участием Кристиана Слейтера и Джона Траволты.